# Scena na Piętrze
Scena na Piętrze – poznański teatr impresaryjny.

## Historia
Scena działa od 27 marca 1979 w ramach Estrady Poznańskiej, instytucji kultury miasta Poznania. Nazwa nawiązuje do lokalizacji sceny, na piętrze w budynku przy ul. Masztalarskiej 8.
Scena rozpoczęła działalność jako Scena Inicjatyw premierą spektaklu „Śnieg” Stanisława Przybyszewskiego w reżyserii Marka Wilewskiego, z udziałem Grażyny Barszczewskiej, Barbary Wrzesińskiej, Ryszarda Barycza i Leszka Teleszyńskiego.
W listopadzie 1983, na deskach sceny miała miejsce pierwsza premiera w reżyserii Filipa Bajona, była to inscenizacja dramatu "Z życia glist", którego autorem jest Per Olov Enquist.
Scena nie miała nigdy stałego zespołu aktorskiego, a jej wieloletnim kierownikiem jest Romuald Grząślewicz. Pod koniec pierwszej dekady XXI wieku przeszła gruntowną modernizację.

## Aktorzy
Na Scenie na Piętrze gościło wielu aktorów m.in.:

- Grażyna Barszczewska
- Hanka Bielicka
- Michał Bajor
- Anna Dymna
- Michał Grudziński
- Gustaw Holoubek
- Krystyna Janda
- Maja Komorowska
- Andrzej Kopiczyński
- Aleksander Machalica
- Piotr Machalica
- Henryk Machalica
- Leon Niemczyk
- Mariusz Puchalski
- Agnieszka Różańska
- Anna Seniuk
- Jerzy Stuhr
- Andrzej Szczytko
- Beata Tyszkiewicz
- Roman Wilhelmi
- Magdalena Zawadzka
- Jerzy Zelnik
- Joanna Żółkowska

## Roman Wilhelmi
Scena na Piętrze kultywuje postać Romana Wilhelmiego – aktora i reżysera urodzonego w Poznaniu, który grał w tym teatrze, tutaj również odbyła się jego ostatnia przed śmiercią premiera teatralna:
- od 2008 corocznie w listopadzie organizowane są w Poznaniu Dni Romana Wilhelmiego,
- 3 listopada 2008 na frontonie Sceny na Piętrze odbyło się uroczyste odsłonięcie tablicy pamiątkowej jemu poświęconej[4],
- 6 czerwca 2011 Roman Wilhelmi został patronem skweru przed Sceną na Piętrze[5],
- 3 listopada 2012 na skwerze odsłonięto pomnik aktora.

## Działalność pozateatralna
Na scenie goszczą również inne przedsięwzięcia kulturalne, jak np. koncerty w ramach festiwalu Made in Chicago (prezentującego dziedzictwo chicagowskiego jazzu) czy przeglądy filmów animowanych w ramach Międzynarodowego Festiwalu Filmów Animowanych Animator.

## Fundacja sceny na piętrze Tespis
20 listopada 1992 powołano do życia Fundację sceny na piętrze Tespis. Celem fundacji jest wszechstronny, dynamiczny rozwój działalności artystycznej sceny poprzez pozyskiwanie środków finansowych umożliwiających:
- promowanie polskiej dramaturgii współczesnej,
- organizowanie otwartych konkursów dramaturgicznych w cyklach dwu-trzyletnich dla realizacji prapremierowych teatru,
- prezentację dokonań Sceny na Piętrze poza macierzystą siedzibą w kraju i na wyjazdach zagranicznych,
- animowanie środowisk twórczych (literackich, muzycznych, plastycznych, aktorskich itd.)
- wyposażanie infrastruktury teatru i zaplecza w nowoczesne środki techniczne,
- dofinansowanie wszystkich przedsięwzięć artystycznych teatru,
- propagowanie działalności Sceny na Piętrze,
- dokumentowanie działalności Sceny na Piętrze.